# Дулбану
Дулбану (рум. Dulbanu) — село у повіті Бузеу в Румунії. Входить до складу комуни Амару.
Село розташоване на відстані 65 км на північний схід від Бухареста, 32 км на південний захід від Бузеу, 126 км на південний захід від Галаца, 113 км на південний схід від Брашова.

## Населення
За даними перепису населення 2002 року у селі проживали 602 особи, усі — румуни. Усі жителі села рідною мовою назвали румунську.